# Campionato europeo delle nazioni 2000-2001 (rugby a 15)
Il Campionato europeo delle nazioni 2000-01 (in francese Championnat d'Europe des nations 2000-01) fu la 2ª edizione del campionato europeo delle nazioni, la 37ª edizione del torneo internazionale organizzato dalla FIRA ‒ Associazione Europea di Rugby e, relativamente alla sua prima divisione, il 33º campionato europeo di rugby a 15.
Si tenne dal 4 febbraio 2001 all’8 aprile 2001 tra 6 squadre che si affrontarono con la formula del girone unico con gare di sola andata.
Benché il titolo finale fosse assegnato su base annuale, a partire dal 2001 la FIRA-AER calibrò i meccanismi di retrocessione e avanzamento sui risultati combinati di due edizioni di torneo consecutive; per quanto riguarda la prima divisione, le prime retrocessioni avvennero nel 2002 sommando le classifiche delle due edizioni.
Ai fini della riassegnazione alle categorie superiori, invece, la classifica della terza divisione, che si tenne a gironi, fu combinata nel 2001 e le prime 4 squadre classificate presero parte alla seconda divisione 2001-02.
Nella fattispecie, tale classifica combinata valse anche per il primo turno delle qualificazioni europee alla Coppa del Mondo 2003: tali quattro squadre, infatti, accedettero al secondo turno di qualificazione, coincidente con la disputa della seconda divisione dell'edizione successiva.
Per la prima volta nella storia del torneo, ad aggiudicarselo fu la Georgia; la formazione del Paese ex sovietico si impose all'ultima giornata vincendo a Bucarest in casa dei campioni uscenti della Romania per 31-20; il terzo posto fu appannaggio della Russia mentre i Paesi Bassi chiusero all'ultimo posto.

## Squadre partecipanti
| 1ª divisione | 2ª divisione | 3ª divisione | 3ª divisione         | 3ª divisione |
| 1ª divisione | 2ª divisione | Girone A     | Girone B             | Girone C     |
| ------------ | ------------ | ------------ | -------------------- | ------------ |
| Georgia      | Croazia      | Austria      | Andorra              | Belgio       |
| Paesi Bassi  | Danimarca    | Israele      | Bosnia ed Erzegovina | Lituania     |
| Portogallo   | Germania     | Lettonia     | Bulgaria             | Malta        |
| Romania      | Polonia      | Lussemburgo  | Jugoslavia           | Monaco       |
| Russia       | Rep. Ceca    | Norvegia     | Svizzera             | Moldavia     |
| Spagna       | Ucraina      | Svezia       | Ungheria             | Slovenia     |

## 1ª divisione

### 1ª giornata
| Arbitro: | Rossano Faccioli |

|         |      |                                            |
|         | mt   | Didebulidze (2) Khekhelashvili G. Yachvili |
|         | tr   | J̌imsheladze (3)                            |
| Viguurs | c.p. | J̌imsheladze (2)                            |

| Arbitro: | Jean-Pierre Pellaprat |

|                          |      |                                |
| Velazco                  | mt   | V. Gračëv Njkolajčuk Zakarljuk |
|                          | tr   | Simonov (2)                    |
| Alonso (5) Kovalenko (3) | c.p. | Simonov (2)                    |

| Arbitro: | Bernd Gabbei |

|  |      |                      |
|  | mt   | Manta (3) Mitu Oprea |
|  | tr   | Mitu (2)             |
|  | c.p. | Mitu (6)             |

### 2ª giornata
| Arbitro: | Stefano Mancini |

|                                                       |      |              |
| Abuseridze Bolghashvili Zedginidze (2) Zibzibadze (2) | mt   |              |
| J̌imsheladze (3)                                       | tr   |              |
|                                                       | c.p. | Malheiro (3) |
|                                                       | drop | Malheiro     |

| Arbitro: | Giovanni Morandin |

|                       |      |          |
| Bălan Brezoianu Ghioc | mt   |          |
| Mitu 3                | tr   |          |
| Kovalenko (4)         | c.p. | Mitu (2) |

| Arbitro: | Antonio Lombardi |

|             |      |                                                         |
| Lips Staats | mt   | Bikbov Kuzin Račkov Sergeev Šelepkov Uanbajev Zakarljuk |
| Viguurs (2) | tr   | Račkov                                                  |
| Viguurs (2) | c.p. |                                                         |

### 3ª giornata
| Arbitro: | Daniel Pruvot |

|                         |      |                            |
| Gračev Kaščeev Klimenko | mt   | Labadze Zedginidze tecnica |
| Račkov                  | tr   | J̌imsheladze (2)            |
| Simonov (2)             | c.p. | J̌imsheladze (2)            |

| Arbitro: | Bernd Gabbei |

|                                                      |      |                |
| Bălan Ciolacu (2) Corodeanu Iacob Maftei Mitu Tonita | mt   | Schumacher (2) |
| Mitu (6)                                             | tr   | Viguurs        |
|                                                      | c.p. | Viguurs        |

| Arbitro: | Nicolas Lasaga |

|                      |      |            |
| Fernández León Souto | mt   |            |
| Kovalenko (2)        | tr   |            |
| Kovalenko (4)        | c.p. | Cather (4) |
|                      | drop | Cather     |

### 4ª giornata
| Arbitro: | Adrian Malartic |

|                                                             |      |           |
| Abashidze Giorgadze Katsadze Shvelidze Urjukashvili tecnica | mt   | Souto     |
| J̌imsheladze (5)                                             | tr   | Alonso    |
| J̌imsheladze                                                 | c.p. | Kovalenko |

| Arbitro: | Stefano Mancini |

|                                    |      |              |
| Bălan Corodeanu Mitu Socol Solomie | mt   | Djatlov      |
| Mitu (4)                           | tr   | Jakovlev     |
| Mitu (3)                           | c.p. | Jakovlev (2) |

| Lisbona 18 marzo 2001                                     | Portogallo | 23 – 6 referto  | Paesi Bassi | Stadio Universitario |
| King (2) mt Cather (2) tr Cather (3) c.p. de Schutter (2) |            |                 |             |                      |
|                                                           |            |                 |             |                      |
| King (2)                                                  | mt         |                 |             |                      |
| Cather (2)                                                | tr         |                 |             |                      |
| Cather (3)                                                | c.p.       | de Schutter (2) |             |                      |

### 5ª giornata
| Arbitro: | Daniel Dartigeas |

|                     |      |                                  |
| Corodeanu (2) Ghioc | mt   | Abuseridze Bolghashvili Tsabadze |
| Ciolacu             | tr   | J̌imsheladze (2)                  |
|                     | c.p. | J̌imsheladze (3) Urjukashvili     |
| Gontineac           | drop |                                  |

| Krasnodar 8 aprile 2001 | Russia | 45 – 27 referto       | Portogallo | Stadio Junost |
| Čupin Krasnobaev Nikolajčuk Simonov Uanbayev (2) mt Barbosa Garvão Grenho Simonov Jakovlev (2) tr Grenho (3) Simonov Jakovlev (2) c.p. Cather Grenho |        |                       |            |               |
| |        |                       |            |               |
| Čupin Krasnobaev Nikolajčuk Simonov Uanbayev (2) | mt     | Barbosa Garvão Grenho |            |               |
| Simonov Jakovlev (2) | tr     | Grenho (3)            |            |               |
| Simonov Jakovlev (2) | c.p.   | Cather Grenho         |            |               |

| Arbitro: | Claudio Giacomel |

|                  |      |                                             |
| Kuipers v.d. Pol | mt   | Gómez Millán Kovalenko (2) O. Ripol Salazár |
|                  | tr   | Kovalenko                                   |
| de Schutter      | c.p. | Kovalenko (3)                               |

#### Classifica
| Pos | Squadra     | G | V | N | P | PF  | PS  | DP   | Pt |
| --- | ----------- | - | - | - | - | --- | --- | ---- | -- |
| 1   | Georgia     | 5 | 5 | 0 | 0 | 167 | 68  | +99  | 15 |
| 2   | Romania     | 5 | 4 | 0 | 1 | 188 | 71  | +117 | 13 |
| 3   | Russia      | 5 | 3 | 0 | 2 | 152 | 143 | +9   | 11 |
| 4   | Spagna      | 5 | 2 | 0 | 3 | 118 | 131 | −13  | 9  |
| 5   | Portogallo  | 5 | 1 | 0 | 4 | 77  | 165 | −88  | 7  |
| 6   | Paesi Bassi | 5 | 0 | 0 | 5 | 60  | 184 | −124 | 5  |

## 2ª divisione
| Data       | Incontro              | Risultato | Sede        |
| ---------- | --------------------- | --------- | ----------- |
| 14-10-2000 | Rep. Ceca ― Ucraina   | 35-3      | Praga       |
| 21-10-2000 | Ucraina ― Danimarca   | 16-6      | Kiev        |
| 22-10-2000 | Germania ― Polonia    | 13-26     | Berlino     |
| 28-10-2000 | Danimarca ― Croazia   | 15-16     | Copenaghen  |
| 4-11-2000  | Polonia ― Rep. Ceca   | 34-16     | Gdynia      |
| 12-11-2000 | Germania ― Ucraina    | 12-19     | Heusenstamm |
| 18-11-2000 | Croazia ― Polonia     | 3-8       | Zaprešić    |
| 8-4-2001   | Germania ― Rep. Ceca  | 30-17     | Costanza    |
| 28-4-2001  | Croazia ― Rep. Ceca   | 32-22     | Macarsca    |
| 28-4-2001  | Danimarca ― Germania  | 10-21     | Aalborg     |
| 5-5-2001   | Polonia ― Danimarca   | 34-12     | Gdynia      |
| 19-5-2001  | Rep. Ceca ― Danimarca | 42-10     | Praga       |
| 19-5-2001  | Ucraina ― Polonia     | 9-3       | Kiev        |
| 20-5-2001  | Croazia ― Germania    | 14-14     | Spalato     |
| 26-5-2001  | Ucraina ― Croazia     | 18-5      | Kiev        |

|  | Classifica | G | V | N | P | PF  | PS  | P±  | PT |
|  | ---------- | - | - | - | - | --- | --- | --- | -- |
|  | Polonia    | 5 | 4 | 0 | 1 | 105 | 53  | +52 | 13 |
|  | Ucraina    | 5 | 4 | 0 | 1 | 65  | 61  | +4  | 13 |
|  | Germania   | 5 | 2 | 1 | 2 | 90  | 86  | +4  | 10 |
|  | Croazia    | 5 | 2 | 1 | 2 | 70  | 77  | -7  | 10 |
|  | Rep. Ceca  | 5 | 2 | 0 | 3 | 132 | 109 | +23 | 9  |
|  | Danimarca  | 5 | 0 | 0 | 5 | 53  | 129 | -76 | 5  |

## 3ª divisione

### Gruppo 1
| Data       | Incontro               | Risultato | Sede        |
| ---------- | ---------------------- | --------- | ----------- |
| 23-9-2000  | Norvegia ― Lussemburgo | 9-41      | Stavanger   |
| 21-10-2000 | Austria ― Svezia       | 10-42     | Vienna      |
| 28-10-2000 | Lettonia ― Lussemburgo | 24-19     | Riga        |
| 28-10-2000 | Svezia ― Norvegia      | 44-3      | Enköping    |
| 11-11-2000 | Lettonia ― Austria     | 38-12     | Riga        |
| 3-3-2001   | Lussemburgo ― Israele  | 3-62      | Lussemburgo |
| 17-3-2001  | Israele ― Lettonia     | 3-21      | Herzliya    |
| 5-5-2001   | Lussemburgo ― Svezia   | 3-116     | Lussemburgo |
| 5-5-2001   | Israele ― Norvegia     | 43-3      | Tel Aviv    |
| 12-5-2001  | Austria ― Lussemburgo  | 77-0      | Vienna      |
| 19-5-2001  | Svezia ― Israele       | 35-20     | Växjö       |
| 19-5-2001  | Lettonia ― Norvegia    | 37-0      | Riga        |
| 2-6-2001   | Austria ― Israele      | 21-6      | Vienna      |
| 9-6-2001   | Norvegia ― Austria     | 7-51      | Horten      |
| 9-6-2001   | Svezia ― Lettonia      | 17-10     | Enköping    |

|  | Classifica  | G | V | N | P | PF  | PS  | P±   | PT |
|  | ----------- | - | - | - | - | --- | --- | ---- | -- |
|  | Svezia      | 5 | 5 | 0 | 0 | 254 | 46  | +208 | 15 |
|  | Lettonia    | 5 | 4 | 0 | 1 | 130 | 51  | +79  | 13 |
|  | Austria     | 5 | 3 | 0 | 2 | 171 | 93  | +78  | 11 |
|  | Israele     | 5 | 2 | 0 | 3 | 134 | 83  | +51  | 9  |
|  | Lussemburgo | 5 | 1 | 0 | 4 | 66  | 288 | -222 | 7  |
|  | Norvegia    | 5 | 0 | 0 | 5 | 22  | 216 | -194 | 5  |

### Gruppo 2
| Data       | Incontro                          | Risultato | Sede             |
| ---------- | --------------------------------- | --------- | ---------------- |
| 30-9-2000  | Bosnia ed Erzegovina ― Ungheria   | 13-12     | Zenica           |
| 7-10-2000  | Svizzera ― Bosnia ed Erzegovina   | 43-6      | Ginevra          |
| 14-10-2000 | Bulgaria ― Svizzera               | 9-90      | Pernik           |
| 14-10-2000 | Andorra ― Jugoslavia              | 12-9      | Andorra          |
| 28-10-2000 | Ungheria ― Andorra                | 27-21     | Százhalombatta   |
| 5-11-2000  | Jugoslavia ― Bulgaria             | 46-6      | Dimitrovgrad     |
| 31-3-2001  | Jugoslavia ― Ungheria             | 25-10     | Dimitrovgrad     |
| 5-5-2001   | Svizzera ― Andorra                | 38-25     | Losanna          |
| 5-5-2001   | Bulgaria ― Bosnia ed Erzegovina   | 30-8      | Sofia            |
| 12-5-2001  | Andorra ― Bulgaria                | 59-10     | Andorra          |
| 12-5-2001  | Svizzera ― Ungheria               | 61-23     | Basilea          |
| 12-5-2001  | Bosnia ed Erzegovina ― Jugoslavia | 23-13     | Sarajevo         |
| 25-5-2001  | Jugoslavia ― Svizzera             | 13-10     | Gornji Milanovac |
| 25-5-2001  | Andorra ― Bosnia ed Erzegovina    | 23-13     | Andorra          |
| 25-5-2001  | Ungheria ― Bulgaria               | 46-7      | Budapest         |

|  | Classifica           | G | V | N | P | PF  | PS  | P±   | PT |
|  | -------------------- | - | - | - | - | --- | --- | ---- | -- |
|  | Svizzera             | 5 | 4 | 0 | 1 | 242 | 76  | +166 | 13 |
|  | Jugoslavia           | 5 | 3 | 0 | 2 | 106 | 61  | +45  | 11 |
|  | Andorra              | 5 | 3 | 0 | 2 | 140 | 97  | +43  | 11 |
|  | Ungheria             | 5 | 2 | 0 | 3 | 118 | 127 | -9   | 9  |
|  | Bosnia ed Erzegovina | 5 | 2 | 0 | 3 | 63  | 121 | -58  | 9  |
|  | Bulgaria             | 5 | 1 | 0 | 4 | 62  | 249 | -187 | 7  |

### Gruppo 3
| Data       | Incontro            | Risultato | Sede               |
| ---------- | ------------------- | --------- | ------------------ |
| 28-10-2000 | Monaco ― Moldavia   | 15–20     | Mentone            |
| 28-10-2000 | Belgio ― Slovenia   | 24–10     | Bruxelles          |
| 18-11-2000 | Moldavia ― Malta    | 58–8      | Chișinău           |
| 18-11-2000 | Slovenia ― Lituania | 19–19     | Lubiana            |
| 25-11-2000 | Malta ― Belgio      | 0–26      | Marsa              |
| 2-12-2000  | Monaco ― Slovenia   | 8–13      | Monte Carlo        |
| 20-1-2001  | Malta ― Monaco      | 3–9       | Marsa              |
| 3-3-2001   | Monaco ― Belgio     | 12–18     | S. Lorenzo d. Varo |
| 7-4-2001   | Belgio ― Moldavia   | 26–10     | Bruxelles          |
| 21-4-2001  | Malta ― Lituania    | 11–39     | Marsa              |
| 28-4-2001  | Slovenia ― Moldavia | 30–15     | Lubiana            |
| 5-5-2001   | Belgio ― Lituania   | 29–20     | Laakdal            |
| 12-5-2001  | Slovenia ― Malta    | 45–5      | Lubiana            |
| 12-5-2001  | Lituania ― Monaco   | 33–10     | Klaipėda           |
| 2-6-2001   | Moldavia ― Lituania | 20–16     | Chișinău           |

|  | Classifica | G | V | N | P | PF  | PS  | P±   | PT |
|  | ---------- | - | - | - | - | --- | --- | ---- | -- |
|  | Belgio     | 5 | 5 | 0 | 0 | 123 | 52  | +71  | 15 |
|  | Slovenia   | 5 | 3 | 1 | 1 | 117 | 71  | +46  | 12 |
|  | Moldavia   | 5 | 3 | 0 | 2 | 123 | 95  | +28  | 11 |
|  | Lituania   | 5 | 2 | 1 | 2 | 127 | 89  | +38  | 10 |
|  | Monaco     | 5 | 1 | 0 | 4 | 54  | 87  | -33  | 7  |
|  | Malta      | 5 | 0 | 0 | 5 | 27  | 177 | -150 | 5  |

### Classifica generale 3ª divisione
|  | Classifica           | G | V | N | P | PF  | PS  | P±   | PT |
|  | -------------------- | - | - | - | - | --- | --- | ---- | -- |
|  | Svezia               | 5 | 5 | 0 | 0 | 254 | 46  | +208 | 15 |
|  | Belgio               | 5 | 5 | 0 | 0 | 123 | 52  | +71  | 15 |
|  | Svizzera             | 5 | 4 | 0 | 1 | 242 | 76  | +166 | 13 |
|  | Lettonia             | 5 | 4 | 0 | 1 | 130 | 51  | +79  | 13 |
|  | Slovenia             | 5 | 3 | 1 | 1 | 117 | 71  | +46  | 12 |
|  | Austria              | 5 | 3 | 0 | 2 | 171 | 93  | +78  | 11 |
|  | Andorra              | 5 | 3 | 0 | 2 | 140 | 97  | +43  | 11 |
|  | Moldavia             | 5 | 3 | 0 | 2 | 123 | 95  | +28  | 11 |
|  | Jugoslavia           | 5 | 3 | 0 | 2 | 106 | 61  | +45  | 11 |
|  | Lituania             | 5 | 2 | 1 | 2 | 127 | 89  | +38  | 10 |
|  | Israele              | 5 | 2 | 0 | 3 | 134 | 83  | +51  | 9  |
|  | Ungheria             | 5 | 2 | 0 | 3 | 118 | 127 | -9   | 9  |
|  | Bosnia ed Erzegovina | 5 | 2 | 0 | 3 | 63  | 121 | -58  | 9  |
|  | Lussemburgo          | 5 | 1 | 0 | 4 | 66  | 288 | -222 | 7  |
|  | Bulgaria             | 5 | 1 | 0 | 4 | 62  | 249 | -187 | 7  |
|  | Monaco               | 5 | 1 | 0 | 4 | 54  | 87  | -33  | 7  |
|  | Norvegia             | 5 | 0 | 0 | 5 | 22  | 216 | -194 | 5  |
|  | Malta                | 5 | 0 | 0 | 5 | 27  | 177 | -150 | 5  |

### Esito della 3ª divisione
- Svezia, Belgio, Svizzera e Lettonia: promosse alla 2ª divisione 2001-02
- Slovenia, Austria, Andorra, Moldavia e Jugoslavia : assegnate alla divisione 3.A 2001-02
- Lituania, Israele, Ungheria, Bosnia ed Erzegovina e Lussemburgo : assegnate alla divisione 3.B 2001-02
- Bulgaria, Monaco, Norvegia e Malta : assegnate alla divisione 3.C 2001-02